# 蔓澤蘭瘤節蜱
蔓澤蘭瘤節蜱（学名：Aceria mikaniae）为節蜱科瘤節蜱屬下的一个种。